# 車のいろは空のいろ
『車のいろは空のいろ』（くるまのいろはそらのいろ）は、あまんきみこによる日本の児童文学作品。ポプラ社から発売されている。
挿絵は初代から主に北田卓史が担当したが、他の画家が描いた版も多く存在する。
本作は様々な収録・発行形態が存在する。当記事ではほとんどのエピソードを収録した、2000年初版の「新装版 車のいろは空のいろ」シリーズ3巻と、2022年初版の4巻「新装版　車のいろは空のいろ　ゆめでもいい」（挿絵は黒井健）を説明の基本とする。

## ストーリーと登場人物
松井さんの職業はタクシーの運転手。乗せるお客さんが、ある時はあらためて見ると動物だったり、ある時は道路や地面でない所を走っていったり、またある時は時間と空間を往復したり。そんな日常と非日常が交差する松井さんのファンタスティックなタクシー業務は、今日も続く。
太平洋戦争を背景にした話も一部登場する。これは作者が幼い頃に戦時下にあった影響。
松井五郎
- 当シリーズの主人公で、本文では「松井さん」。セミレギュラーなどはおらず、全シリーズを通して出てくるのは彼一人だけである。
- 地方からこの町に上京してきたのは「小さなお客さん」の話から数えて3年前の4月。自分がタクシーに乗った側で、慣れない乗車マナーでタクシーの運転手に苦笑された。
- タバコを吸うシーンが何度か登場する。
- 舞台はかえで町。新装版では表紙裏に地図が書かれており、街の中を流れる河川には実在の地名として「糸魚川」が書かれている。※とあるが、書籍を確認すると「糸井川」であり、実在の地名ではない
- 雪がかなりふる地域で、『ふうたの雪まつり』では、営業エリアにかまくらが普通に作られていた。
- タクシー会社は春野タクシーといい、会社に帰る途中のシーンが時々登場する。経理の大野は銀ぶちめがね着用。タクシーは青い車体で、ナンバープレートは「いろは 41-7115」。黄色と茶色のチェッカーラインが引かれているが、北田以外の挿絵では描いていない場合もある。

## 刊行に至る経緯
最初の巻である『車のいろは空のいろ 白いぼうし』のエピソードの大半は雑誌『びわの実学校』が初出だが、最初に書かれたのは「くましんし」で、同団体への投稿により、『びわの実学校』13号の「童話教室」欄に載った。これで同団体代表の坪田譲治に認められる。松井は当初主役ではなかったが、一年以上たってあまんの師匠の与田準一が「松井さんは元気か」と言い、それがきっかけでシリーズ化した。その後今西祐行から単独刊行の話があり、シリーズ名の『車のいろは空のいろ』は、タクシーの車体色を聞かれたあまんの返答を元に今西が考えた。あまんは後に「幼少時病弱で、部屋の中から眺めていた青空が原点だろう」とも語っている（『あまんきみこセレクション5 ある日ある時』『あまんきみこ童話集2』より）。巻末解説の砂田弘と松谷みよ子は、いずれもびわの実会時代の仲間。あまんは執筆に協力してくれた人物として、生源寺美子、岩崎京子、宮川ひろ、本間容子の名を挙げている。

## シリーズ一覧
ポプラ社文庫からも発行されているが、話・絵・解説などは新装版とまったく同じ。ただし旧版の1作目にあったカラーの挿絵は収録されていない。

### 車のいろは空のいろ 白いぼうし
旧版タイトルは1968年初版の「ポプラ社の創作童話」3『車のいろは空のいろ』で、あまんの初単独刊行作である。第1回日本児童文学者協会新人賞受賞、第6回野間児童文芸賞推奨作品。
日本国内での累計発行部数は2010年10月現在で95万部。
- 小さなお客さん - 『びわの実学校』20号 初出
- うんのいい話 - 旧版掲載が初出
- 白いぼうし - 『びわの実学校』24号 初出
- すずかけ通り三丁目 - 『びわの実学校』26号 初出
- 山ねこ、おことわり - 『びわの実学校』22号 初出
- シャボン玉の森 - 旧版掲載が初出
- くましんし - 『びわの実学校』13号 初出
- ほん日は雪天なり - 旧版掲載が初出

### 車のいろは空のいろ 春のお客さん
旧版タイトルは1982年初版の「こども童話館」1『続 車のいろは空のいろ』。
- 春のお客さん - 『園行事-お話とあそび・12か月-』（童心社）初出とあるが、後述の『七つのぽけっと』では『児童文学1973』一号が初出とされている。
- きりの村 - 『国語の教育と研究』初出
- やさしいてんき雨 - 旧版掲載が初出
- 草木もねむるうしみつどき - 旧版掲載が初出
- 雲の花 - 『おかあさんの目』（あかね書房）初出
- 虹の林のむこうまで - 『児童文芸』初出だが、書き直しでタイトルも内容も全く変わった。
- まよなかのお客さん - ポプラ社文庫版『車のいろは空のいろ』が初出

### 車のいろは空のいろ 星のタクシー
この巻は旧版が存在せず新装版が初版。挿絵は北田卓史。
- ぼうしねこはほんとねこ - 『こどもちゃれんじ』初出
- 星のタクシー - 『びわの実ノート』初出
- しらないどうし - 旧版の文庫版『続 車のいろは空のいろ』初出
- ほたるのゆめ - 『びわの実ノート』初出
- ねずみのまほう - 『びわの実ノート』初出
- たぬき先生はじょうずです - 『こどもチャレンジ』初出
- 雪がふったら、ねこの市 - 『びわの実ノート』初出

### 車のいろは空のいろ ゆめでもいい
この巻は旧版が存在せず新装版が初版。挿絵は黒井健。
- きょうの空より青いシャツ
- 子ぎつねじゃないよ
- ゆめでもいい　ゆめでなくてもいい
- きこえるよ、〇
- ジロウをおいかけて……
- とにかくよかった
- 春、春、春だよ

## 他の発行形態
特筆していないものはポプラ社発行。北田以外の画家は、特に北田の画風に似せていないが、松井やタクシーの基本的外見（恰幅がいい、眼鏡はかけていない）、カラーイラストの色などは北田のオリジナルに添っている。
上記以外の単独刊行
- ふうたのゆきまつり（絵:山中冬児、あかね書房）

これは元々『ふうたの○○まつり』という、キツネのふうたを主人公としたシリーズが存在し（画家と出版社同上）、その中でふうたが松井さんとタクシーに出会うコラボレーションが描かれたもの。他のエピソードより文章量がやや多く、前述の新装版には収録されていない。低年齢向きに漢字が使われていないが、下記の『あまんきみこ童話集2』では新装版と同程度のわかち書きになっている。
- ぼうしねこはほんとねこ（挿絵ほか発行形態不明）

単独刊行。
作品集
- あまんきみこ童話集2（絵:武田美穂）

「新装版」から選ばれた8本と、上記『ふうたの雪まつり』を収録。
- あまんきみこセレクション4 冬のおなはし（絵:渡辺洋二、三省堂）

「松井さんの冬」と称して「くましんし」「本日は雪天なり」「雪がふったら、ねこの市」「たぬき先生はじょうずです」を収録。
- 七つのぽけっと（絵:佐野洋子、理論社）

あまんの作品七本を収録したアンソロジーで、「はるの おきゃくさん」を収録。こちらも低年齢向きに漢字がまったく使われていない。
その他
- 国語の教科書（絵:いわさきちひろ、光村図書出版）

1970-80年代の小学4年生用に「白いぼうし」が掲載されていた。
- ねこの森には帰れない

谷山浩子のアルバム。5本のエピソードに曲を作っている。